# Pseudorhaphitoma iodolabiata
Pseudorhaphitoma iodolabiata é uma espécie de gastrópode do gênero Pseudorhaphitoma, pertencente a família Mangeliidae.